# Scylaticus tigrinus
Scylaticus tigrinus är en tvåvingeart som beskrevs av Jason Gilbert Hayden Londt 1992. Scylaticus tigrinus ingår i släktet Scylaticus och familjen rovflugor. Inga underarter finns listade i Catalogue of Life.